# Marcos Adrián Fernández
Marcos Adrián Fernández (Mendoza, Argentina, 8 de junio de 1982) es un futbolista argentino. Juega de volante ofensivo y su equipo actual es Juventud Unida de San Luis que disputa el Torneo Argentino A, donde es considerado el máximo ídolo del club por haber sido una pieza fundamental en los ascensos al Torneo Argentino A en 2001 y a la B Nacional en 2015. Recientemente ascendido a la B Nacional. 

## Trayectoria
Surgido de Juventud Unida Universitario de San Luis en 2001 después de jugar 3 años allí, en 2004 es transferido a Gimnasia y Esgrima de Mendoza. En 2007 pasa a Independiente Rivadavia y al año siguiente a Deportivo Morón. Luego a mediados del 2009 vuelve a Juventud Unida Universitario donde juega actualmente.

## Clubes
| Club                    | País      | Año                  |
| ----------------------- | --------- | -------------------- |
| Juventud Unida (SL)     | Argentina | 2001-2004            |
| Gimnasia y Esgrima (M)  | Argentina | 2004-2007            |
| Independiente Rivadavia | Argentina | 2007-2008            |
| Deportivo Morón         | Argentina | 2008-2009            |
| Juventud Unida (SL)     | Argentina | 2009-Hasta su retiro |

## Palmarés

### Campeonatos nacionales
| Título             | Club                   | País      | Año     |
| ------------------ | ---------------------- | --------- | ------- |
| Torneo Argentino B | Juventud U. U. (SL)    | Argentina | 2000-01 |
| Torneo Argentino B | Gimnasia y Esgrima (M) | Argentina | 2005-06 |

 Torneo Federal A 2015